# Пандульф II (князь Капуанський)
Пандульф II або III, Чорний або Молодий, (†1022), князь Капуанський (1007—1022), син і спадкоємець князя Ландульфа VII. Правив до 1014 разом зі своїм дядьком князем Беневентським Пандульфом Старим.